# Ahmed Husam
Ahmed Husam (ur. 14 listopada 1995) – malediwski pływak specjalizujący się w stylu dowolnym, olimpijczyk.
Reprezentował Malediwy w pływaniu 100 m stylem dowolnym na Letnich Igrzyskach Olimpijskich 2012, które odbyły się w Londynie, gdzie zajął 53. miejsce. Jednocześnie odpadł w fazie eliminacji.